# Горятино (посёлок при железнодорожной станции)
Горятино — посёлок при железнодорожной станции в Будогощском городском поселении Киришского района Ленинградской области.

## История
Согласно карте Ленинградской области Северо-западного аэрогеодезического треста ГГУ издания 1932 года между платформой 110 км и платформой Мордвиново, на месте современного посёлка, железнодорожные пути пересекал ручей Дорожницкий и находился железнодорожный мост.

Участок железнодорожной линии Будогощь — Сонково на карте 1932 года

Согласно переписи населения СССР 1939 года в ж.д. казарме 106 км — разъезд Горятино проживали 10 мужчин и 14 женщин, всего 24 человека.
По данным 1966 года посёлок при станции Горятино входил в состав Званковского сельсовета.
По данным 1973 и 1990 годов посёлок при станции Горятино входил в состав Будогощского сельсовета.
В 1997 году в посёлке при станции Горятино Будогощской волости проживали 4 человека, в 2002 году — 3 (все русские).
В 2007 году в посёлке при станции Горятино Будогощского ГП проживали 3 человека, в 2010 году — постоянное население отсутствовало.

## География
Посёлок расположен в юго-восточной части района, близ железнодорожной платформы Горятино на линии Будогощь — Сонково.
Посёлок находится к западу от автодороги 41К-547 (Будогощь — Половинник).
Расстояние до административного центра поселения — 23 км.
Через посёлок протекает Дорожницкий ручей.

## Демография
| 1997 | 2002 | 2007 | 2010 | 2017 |
| ---- | ---- | ---- | ---- | ---- |
| 4    | ↘3   | →3   | ↘0   | ↗2   |

### Национальный состав
Согласно данным Всероссийской переписи населения 2021 года в посёлке проживали 3 человека, все русские.